# Syzygium boerlagei
Syzygium boerlagei är en myrtenväxtart som först beskrevs av Elmer Drew Merrill, och fick sitt nu gällande namn av Rafaël Herman Anna Govaerts. Syzygium boerlagei ingår i släktet Syzygium och familjen myrtenväxter.
Artens utbredningsområde är Moluckerna. Inga underarter finns listade i Catalogue of Life.